# さぬき市立さぬき南中学校
さぬき市立さぬき南中学校（さぬきしりつ さぬきみなみちゅうがっこう）は、香川県さぬき市大川町富田西にある市立中学校。

## 沿革
- 2013年4月1日 - さぬき市立天王中学校とさぬき市立大川第一中学校が統合し開校[1]。
- 2015年4月1日 - さぬき市立津田中学校を統合[2]。

## 校区
さぬき市立幼稚園入園区域及び小・中学校通学区域に関する規則を参考。
- さぬき市寒川町全域
- さぬき市大川町全域
- さぬき市津田町全域

## 通学区域が隣接している学校
- さぬき市立志度中学校
- さぬき市立長尾中学校
- 東かがわ市立白鳥小中学校
- 東かがわ市立大川中学校